# Delia recurva
Delia recurva är en tvåvingeart som först beskrevs av Malloch 1919.  Delia recurva ingår i släktet Delia och familjen blomsterflugor. Inga underarter finns listade i Catalogue of Life.